# Freden
Freden er en kommune i det centrale Tyskland med 4.669(2023) indbyggere, hørende under Landkreis Hildesheim i den sydlige del af delstaten Niedersachsen. Den er administrationsby for amtet (Samtgemeinde) Freden.

## Geografi
Freden ligger sydøst for Alfeld og nordsvest for Bad Gandersheim mellem højdedragene Selter og Sackwald ved floden Leine.

### Inddeling
I Freden findes følgende bydele og landsbyer: Everode, Landwehr, Meimerhausen og Winzenburg.